# Kostelní Lhota
Kostelní Lhota (en allemand : Kostelni Lhota) est une commune du district de Nymburk, dans la région de Bohême-Centrale, en Tchéquie. Sa population s'élevait à 857 habitants en 2020.

## Géographie
Kostelní Lhota se trouve à 3 km à l'est-sud-est de Sadská, à 7 km au sud-sud-ouest de Nymburk et à 43 km à l'est-nord-est de Prague.
La commune est limitée par Zvěřínek au nord, par Hořátev au nord-est, par Písková Lhota et Vrbová Lhota à l'est, par Pečky au sud, et par Milčice et Sadská à l'ouest.

## Histoire
La première mention écrite de la localité date de 1351.